# Johann Deisenhofer
Johann Deisenhofer (Zusamaltheim (Beieren), 30 september 1943) is een Duits biochemicus die, samen met Hartmut Michel en Robert Huber, in 1988 de Nobelprijs voor Scheikunde won voor hun bepaling van de driedimensionale structuur van een fotosynthetisch reactiecentrum.

## Biografie
Diesenhofer is de enig zoon van de landbouwers Johann en Thekla Magg Diesenhofer. Hij bezit een doctoraat van de Technische Universiteit München. Hij kreeg deze titel voor zijn onderzoekswerk dat hij deed aan het Max-Planck-Gesellschaft voor Biochemie in Martinsried, 1974. Hij verrichtte deze onderzoeken tot 1988. Daarna voegde hij zich bij de wetenschappelijke staff van het Howard Hughes Medical Institute en de faculteit van het Departement van Biochemie aan de University of Texas Southwestern Medical Center at Dallas.
Samen met Michel en Huber stelde Deisenhofer de driedimensionale structuur vast van een eiwitcomplex dat wordt gevonden in bepaalde fotosynthetische bacteriën (pseudomonas-bacteriën). Dit membraan-proteïnecomplex, een fotosynthetisch reactiecentrum genoemd, speelt een cruciale rol bij een simpele vorm van fotosynthese. Tussen 1982 en 1985 stelden de drie wetenschappers met behulp van röntgendiffractie de samenstelling vast van de meer dan 10.000 atomen waaruit het proteïnecomplex bestaand, inclusief de opbouw van het moleculaire systeem van chlorofyl. Deze opheldering was een belangrijke stap met betrekking tot het verklaren van fotosynthese en onthulde overeenkomsten tussen de wijze hoe zowel planten als bacteriën dit proces uitvoeren.
Deisenhofer is momenteel lid van de raad van adviseurs van de Scientists and Engineers for America.